# レジオネラ症
レジオネラ症（legionnaires' disease）は、どの種類のレジオネラ菌でも引き起こされる非定型肺炎のひとつである。兆候や症状は咳、息切れ、高熱、筋肉の痛み、頭痛である。吐き気、嘔吐、下痢にもなりえる。これらの症状は曝露2日から10日後に現れる。

## 解説
レジオネラ感染症は、1976年に初めて報告された新興感染症であり、日本では感染症の予防及び感染症の患者に対する医療に関する法律によって四類感染症に指定されている。これは日本でのレジオネラ発生の増加を踏まえて2003年の改正の際に行われたものであり、従前の感染症法では規定されていなかった、汚染施設の消毒などに対する行政措置が可能になるような改正が盛り込まれた。

## 疫学
レジオネラ菌は自然の淡水に生息している。温水タンク、温水浴槽、冷却塔、大型エアコンを汚染することがある。通常、菌を含んだ水の微粒子を呼吸し感染する。また、汚染された水を誤嚥することによっても感染することがある。一般的にヒトからヒトへは感染せず菌に曝露しても必ずしも感染するとは限らない。感染のリスク要因は高年齢、喫煙歴、慢性閉塞性肺疾患、低免疫機能があげられる。重度の肺炎または過去に旅行により肺炎にかかったことのある人は感染していないか検査をすることが勧められる。診断方法は尿の抗原検査と喀痰検査がある。
予防にはより良い水道システムの維持である。レジオネラ症の治療は抗生物質が用いられる。推奨薬剤はニューキノロン、アジスロマイシン、ドキシサイクリンである。発症すると入院が必要となる場合が多い。感染者の約10%が死に至る。
世界的な発症数に関しては明確ではない。肺炎が流行る地域での2%から9%がレジオネラ症が原因と推計される。米国では年間8,000～18,000件の入院件数が推計される。レジオネラ症の集団的発症は稀である。常に感染する可能性があるが夏と秋に多い。1976年のフィラデルフィアにて開かれた在郷軍人会にて最初に流行したことから "legionnaires' disease"（在郷軍人病） と命名された。

## 臨床像
レジオネラ肺炎2 - 10日の潜伏期間を経て高熱、咳、頭痛、筋肉痛、悪寒などの症状が起こる。進行すると呼吸困難を発し胸の痛み、下痢、意識障害等を併発する。死亡率は15% - 30%と高い。
1. 体温 > 39.4℃
2. 喀痰がない(細胞内寄生のため、好中球やマクロファージに貪食されず、膿性喀痰を生じない)
3. 血清ナトリウム値 < 133mEq/L
4. LDH > 255IU/L
5. CRP > 18.7mg/dL
6. 血小板 < 17.1万、の6つのうち4つ以上を満たす場合レジオネラ肺炎の確率が66%であると報告されている[16]。

ポンティアック熱多量のレジオネラを吸い込んだとき生じる。潜伏期間は1 - 2日で、全身の倦怠感、頭痛、咳などの症状を経て、多くは数日で回復する。

## 感染しやすい環境

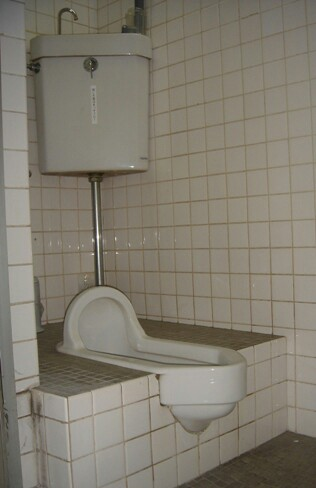
エアコンのドレン排水管がタンクに接続された和風便器の例

前述のようにレジオネラの病原性は低く、健康人がただ風呂に入っただけでは感染しない。空調冷却水内で増殖した菌が冷却塔（クーリングタワー）から飛散したり、入浴施設の水循環装置や浴槽表面で増殖した菌がシャワーなどで利用されたり、浴槽の気泡装置で泡沫に含まれたり、またはエアコン等の冷媒装置のドレン管の排水を水洗トイレのタンクに接続されている場合に便器洗浄時の水沫等によって塵（エアロゾル）となり、それが気道を介して吸入され、肺に存在するマクロファージ（肺胞マクロファージ）に感染することによって発病する。日本でも毎年数人がレジオネラにより死亡している。

### 感染源
入浴設備、超音波加湿器、空調機器やダクト等が感染源になったと報告されているが、特に日本では入浴設備からの感染事例が多い。1996年、通産省から家庭用24時間風呂浴水のレジオネラの存在が確認され易いとして、その製造元・発売元に衛生対策の要請がなされ、1997年にはレジオネラ対策24時間風呂が各社から発売されている。しかし、それ以降も各地の温泉や共同入浴施設では、感染による死者が出ており、衛生管理の難しさを物語っている。前述のように、レジオネラは入浴施設で多用される濾過循環装置の濾材では処理できないため、循環式浴槽を持つ共同入浴施設では、以下の二点が指導されている。
1. 塩素消毒を行い、また定期的に湯をおとし清掃すること（レジオネラ繁殖を抑制する）
2. 泡風呂にしないこと、湯面より高い位置にある注ぎ口ではなく浴槽内から循環させること（エアロゾル形成を抑制する）

また、L. longbeachae による疾患も報告されており、こちらは土壌に存在する病原菌が園芸用の堆肥などを通じて感染することが多い。

### 汚染状況
掛け流し式
従来、循環式よりは汚染の程度は低いと考えられているが、宮城県保健環境センターによる22施設の調査では、約30%の施設で公衆浴場法および旅館業法施行細則の基準を超える汚染が確認され、浴槽内の菌と浴槽付近のぬめりの菌のPFGEパターンが一致し、周囲のぬめりが浴槽の汚染源になっている可能性を報告している。同時に、掛け流し式温泉においても十分な衛生管理を行い感染事故の防止の必要があるとしている。

## 主なレジオネラ感染事例

### 日本における主な感染事例
- 1996年1月 東京都新宿区の大学病院で、新生児3名が発症し、うち1名が死亡した。加湿器が感染源と考えられた。
- 1999年6月 愛知県で自宅の24時間風呂で水中分娩したことにより新生児が感染し、死亡した。
- 2000年3月 静岡県掛川市内にオープンした複合レジャー施設内の温泉が感染源となり、23名が発症し、うち2名が死亡した。
- 2000年6月 茨城県石岡市にオープンした入浴施設が感染源となり、143名が発症し、うち3名死亡した。
- 2002年7月 宮崎県日向市にオープンした温泉入浴施設が感染源となり、295名が発症し、うち7名が死亡した。
- 2002年8月 鹿児島県薩摩郡東郷町（現薩摩川内市） の温泉施設が感染源になり、9名が発症し、うち1名が死亡した。
- 2007年10月 新潟県新潟市で超音波式加湿器が感染源となり、男性1名が死亡[18]。
- 2008年2月 前年8月に鹿児島県指宿市内の足湯で、高圧洗浄機で浴槽を清掃していた男性1名が発症していたことが判明。全国初の足湯での感染に至った。
  - 3月 群馬県で天然鉱石使用の入浴施設が原因と推定される感染事例[19]。
- 2011年10月 群馬県みなかみ町の旅館に宿泊した60歳代の男性が入浴施設が感染源となり、発症し、死亡した。
- 2012年11月 埼玉県日高市にある温泉施設の浴槽が感染源となり、利用した客4人が発症。
- 2013年2月 千葉県船橋市の入浴施設を利用した60歳代の男性が発症し、死亡した。
- 2014年6月 埼玉県北本市の温泉施設を利用した男性客3人が、発熱や呼吸困難などの症状を訴え、60歳代の男性が死亡した。
- 2015年5月 岩手県盛岡市の公衆浴場で集団感染し、50〜80代の男女9名が入院。うち70代の男性が肺炎を発症し死亡した。
- 2015年6月 神奈川県小田原市の入浴施設を利用した客がレジオネラ症と診断され，検査を行ったところ一部の浴槽から基準値を超えるレジオネラ属菌が検出された。
- 2017年3月 広島県三原市の日帰り温泉施設を利用した40人の客が感染し、うち50代の男性1人がレジオネラ肺炎で死亡した。
- 2022年3月 兵庫県神戸市の温泉宿泊施設を利用した70代男性2人が感染し、そのうち1人がレジオネラ肺炎を発症し死亡。検査を行ったところ浴槽から基準値を超えるレジオネラ菌が検出された。
- 2022年8月 福岡県筑紫野市でレジオネラ症を発症した人が市内の老舗温泉宿泊施設を利用していたことから保健所が調査を開始、検査を行ったところ浴槽から基準値の2倍を超えるレジオネラ菌が検出された。しかし一時営業停止措置を行うも営業再開後の11月に再び抜き打ち検査を行ったところ、基準値を遥かに上回る3700倍ものレジオネラ菌が検出された。最低でも週1回での湯の入替が公衆浴場法における福岡県の条例で定められているにも関わらず、条例に沿うような管理簿の偽装や塩素消毒薬の適切な注入を怠っており、年2回しか交換していなかったことが判明した[20]。創業者一族の家族経営によるずさんな衛生体質であったことを認め、2023年3月2日には社長が引責辞任するまでに至った。

### 日本国外における感染事例
- 2012年夏。カナダのケベック州でレジオネラ症感染者が続出した。CNNのリポートでは、9月3日に165人感染、10人死亡[21] CBC・モントリオール発信では、11人の死亡を報告した[22]。9月7日の保健所の発表では、176人の感染と11人の死亡、感染元となった冷却塔からの感染は終息の兆しとなった[23]。
- 2005年のカナダのトロント市では、21人が死亡し、127人が感染した[24]。

## 治療法
レジオネラ症に対してのワクチンはない。細胞内寄生菌であるため、細胞内への浸透性の悪い薬剤の効きが弱い。またβ-ラクタマーゼを産生するものが多いため、ペニシリン、セフェム系の抗菌薬は効かない。食細胞内に移行性の高いマクロライド系、ニューキノロン系、リファンピシン、テトラサイクリン系の抗菌薬を投与する。